# Réserve biologique de Huilo Huilo
La réserve biologique de Huilo Huilo (prononcé en espagnol : [ˈwilo ˈwilo] [audio] est une aire naturelle protégée privée située au milieu des Andes araucaniennes, à 860 km au sud de Santiago, sur la commune de Panguipulli, dans la Région des Fleuves. Elle est limitée à l'est par la frontière avec l'Argentine. Son but est la protection du huemul, le cerf du sud andin, de trois nouvelles espèces de fougères et plus généralement, de la flore, de la faune et des communautés humaines locales.

## Histoire
À l'origine, la région est occupée par les Mapuches. Un grand essor économique a lieu au début du XXe siècle avec le raccordement à la ville de Panguipulli par une ligne de chemin de fer et le développement de l'industrie forestière. Les forêts deviennent la propriété de grands propriétaires terriens. Elles sont  nationalisées en 1971, sous le gouvernement du président socialiste Salvador Allende qui met en place le Complejo Forestal y Maderero Panguipulli (en) (complexe d'exploitation forestière de Panguipulli), d'une superficie de 360’000 hectares et géré par l'État, dont le centre économique est Neltume (en), petite localité dotée d'une scierie et d'un séchoir. Pendant la dictature militaire d'Augusto Pinochet, la gestion du domaine est confiée au service forestier national (CONAF).
Dans les années 1960 et 1970, avant la création de la réserve, la région comptait un fort syndicalisme de bûcherons-campesinos. C'est la raison pour laquelle la gauche révolutionnaire chilienne la choisit pour créer un foyer de résistance inspiré du Mouvement du 26 juillet de Fidel Castro dans la Sierra Maestra afin de combattre la dictature. L'armée chilienne parvient finalement à isoler le groupe en août 1981 et en octobre de la même année, ses derniers membres sont capturés.

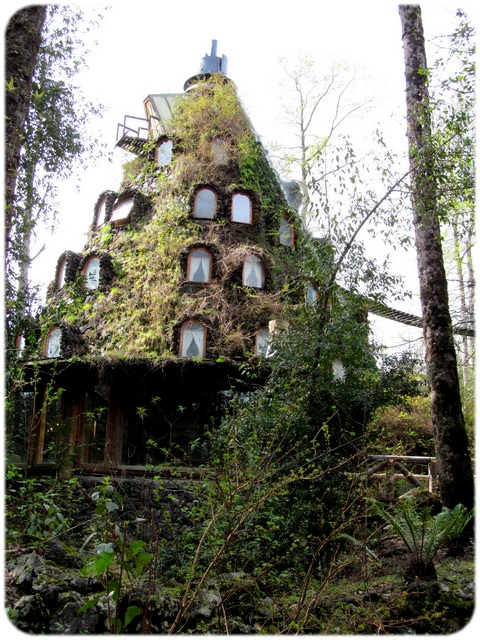
L’hôtel Magic Mountain

À la fin des années 1980, la zone est vendue à des investisseurs chiliens en raison de la baisse de rentabilité du secteur forestier. La réserve est créée en 1999 sur une initiative d'un riche homme d’affaires, Víctor Petermann, ingénieur des mines et responsable au sein du groupe Themcorp, qui au cours des années précédentes avait racheté des terrains à l'entreprise Forestal Neltume Carranco.
En 2000, la zone est transformée en une zone protégée privée, la Reserva Biológica Huilo Huilo, d'une superficie initiale de 60 000 hectares, agrandi ensuite pour atteindre 100 000 ha.
En 2004 se constitue la Fondation Huilo Huilo, dont l'objectif est la conservation environnementale de la zone.

## Caractéristiques
Entre autres prix à la soutenabilité, elle a obtenu le prix Virgin Holidays pour un tourisme responsable Responsible Tourism Award ce qui en fait l’un des meilleurs sites de conservation et de protection des communautés, de la faune et de la flore locales.
La réserve possède un écosystème peu exploré, où se superposent des zones d'intérêt scientifique et de conservation de niveau mondial. Elle héberge une grande diversité due à ses spécificités géographiques : lacs glaciaires, neiges éternelles sur le volcan Mocho-Choshuenco et cours d’eau innombrables.
On trouve à Huilo Huilo la plus grande biodiversité de fougères du Chili continental (alors que sur l’ensemble du territoire chilien, le plus grand nombre d'espèces se trouve dans l'archipel Juan Fernández). La réserve héberge aussi diverse espèces menacées ou en danger d'extinction.
Elle compte des arbres de tous âges et d’essences très variées : canelos, tepas, olivillos, arrayánes, tineos, mañíos, ainsi que diverses espèces de nothofagus, caractéristiques de la forêt patagonienne : raulí, lenga, ñirre (hêtre austral) et coihue (roble). Beaucoup de ces arbres sont centenaires et peuvent atteindre 40 m de hauteur, formant ce qu’on appelle les « cathédrales des bois ».
Une autre particularité de cette forêt est que plupart de ses arbres sont sempervirents : leur feuillage se maintient toute l'année.
L'isolement naturel de l'écosystème valdivien durant des milliers d'années, a généré des adaptations uniques sur la planète, non seulement pour la flore mais aussi pour la faune, dans le sens de la miniaturisation. On y rencontre par exemple le cerf le plus petit du monde: le pudú, qui ne pèse que 10 kg pour 40 cm de hauteur, ou la güiña, un des chats sylvestres les plus petits du monde, qui habite aussi bien le sol que les frondaisons des arbres. On trouve aussi le marsupial plus petit du monde : le monito des montagnes qui ressemble à une souris.
La réserve de Huilo Huilo est fondée sur trois piliers :
- la protection du milieu naturel, à travers le développement et le soutien financier aux projets de recherche scientifique. Ceux-ci permettent d'approfondir les connaissances des processus biologiques en vue de la conservation des espèces et des écosystèmes natifs, ainsi que l'étude de l'origine géologique et glaciologique du site.;
- La sauvegarde et la mise en valeur de la culture et des traditions : des programmes de recherche, développement de musiques et danses locales ; ceux-ci permet d'intégrer les communautés, en générant sur place des métiers et des postes de travail pour la population ;
- le tourisme durable, une activité économique nouvelle dans ce secteur.

## Prix et distinctions

### Prix nationaux
- Sello Verde (Label vert) : Protection Environnementale (2010 et 2011).
- Prix Fedetur :  destination touristique la plus soutenable du Chili 2011.

### Prix Internationaux
- Virgin Holiday-Responsible Tourism Awards, “Best Conservation of Wildlife and Habitats”, 2012.
- “Ecotrophea” – Deutsche Reiserverband (DRV) 2012.
- Membre de Long Run Iniciative – Zeitz Fountation 2012.
- Virgin Holiday-Responsible Tourism Awards – People’S Choice 2013.
- National Geographic’S “World Legacy Awards”, catégorie en Conservant le Monde Naturel, 2015.

## Galerie

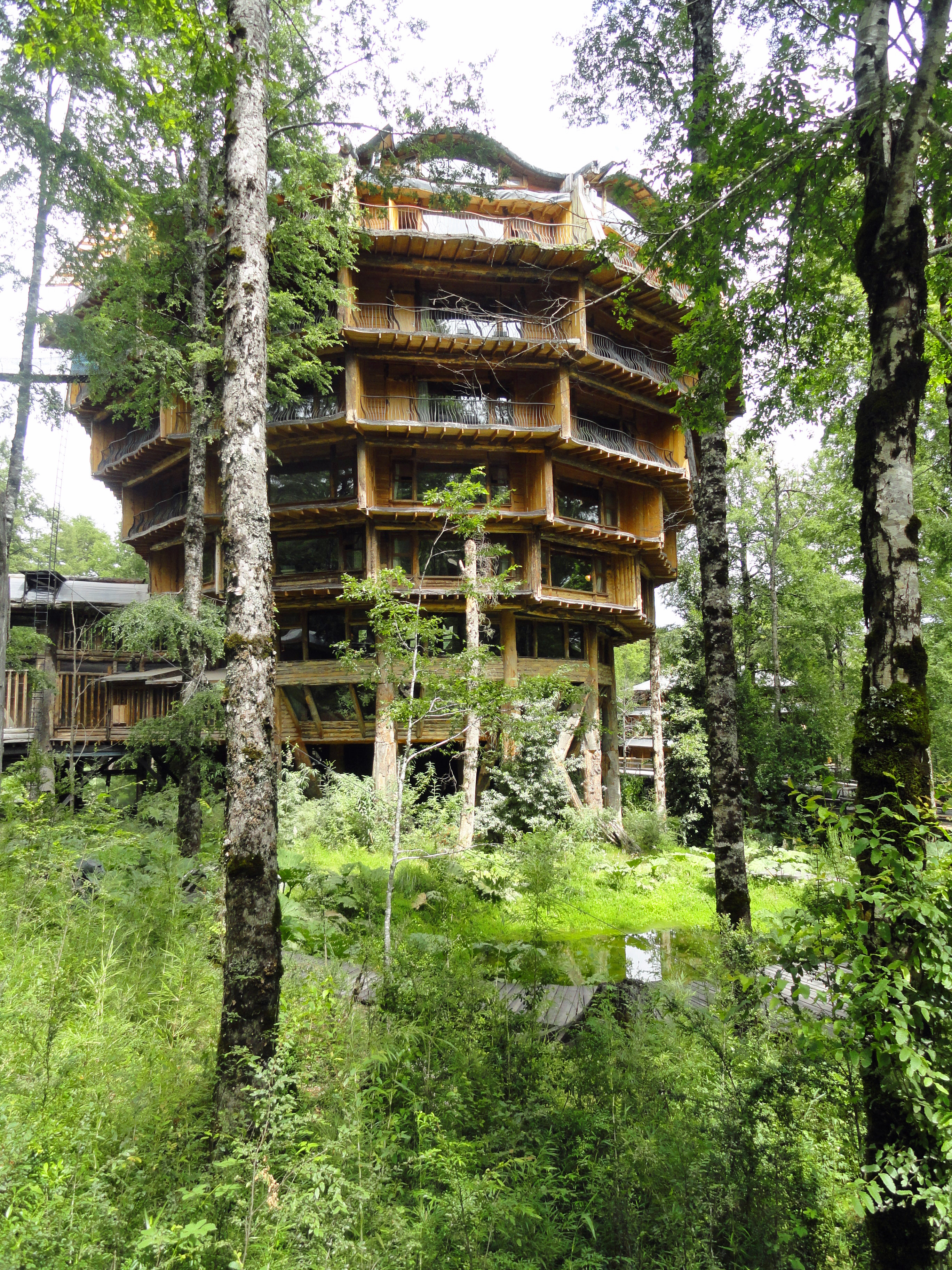
L'hôtel Nothofagus.
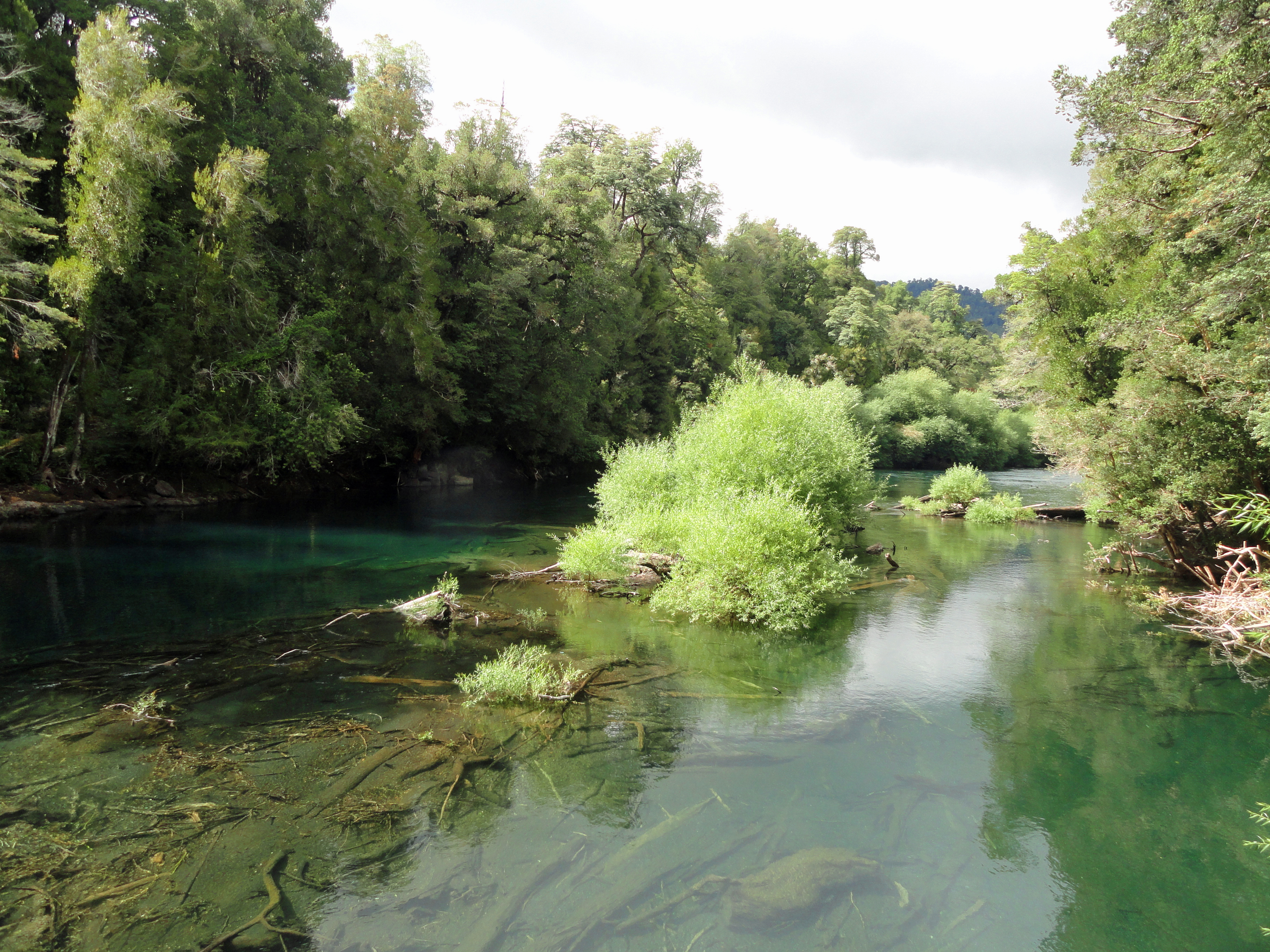
Les eaux transparentes de la rivière Fuy.
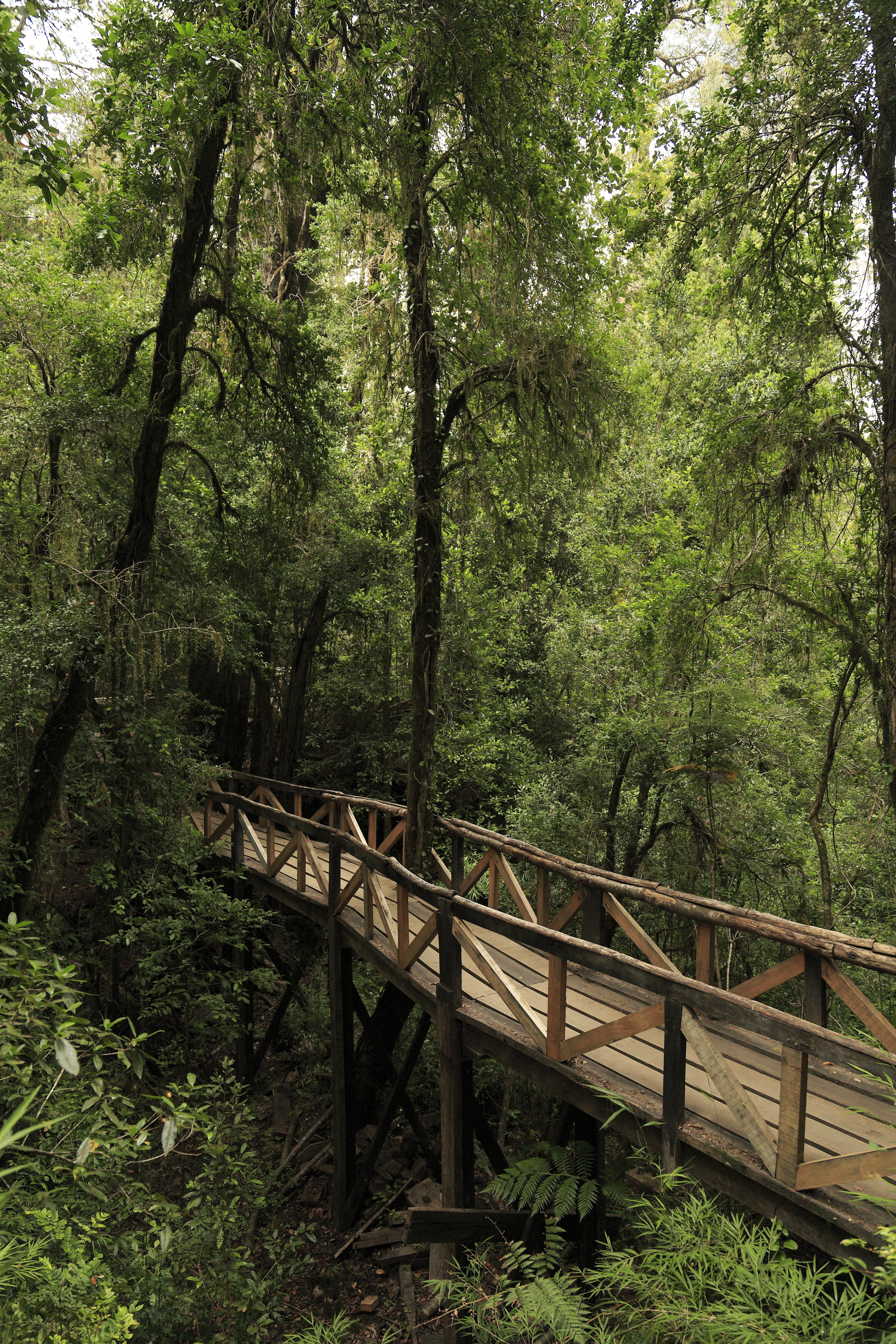
Le sentier des Esprits.
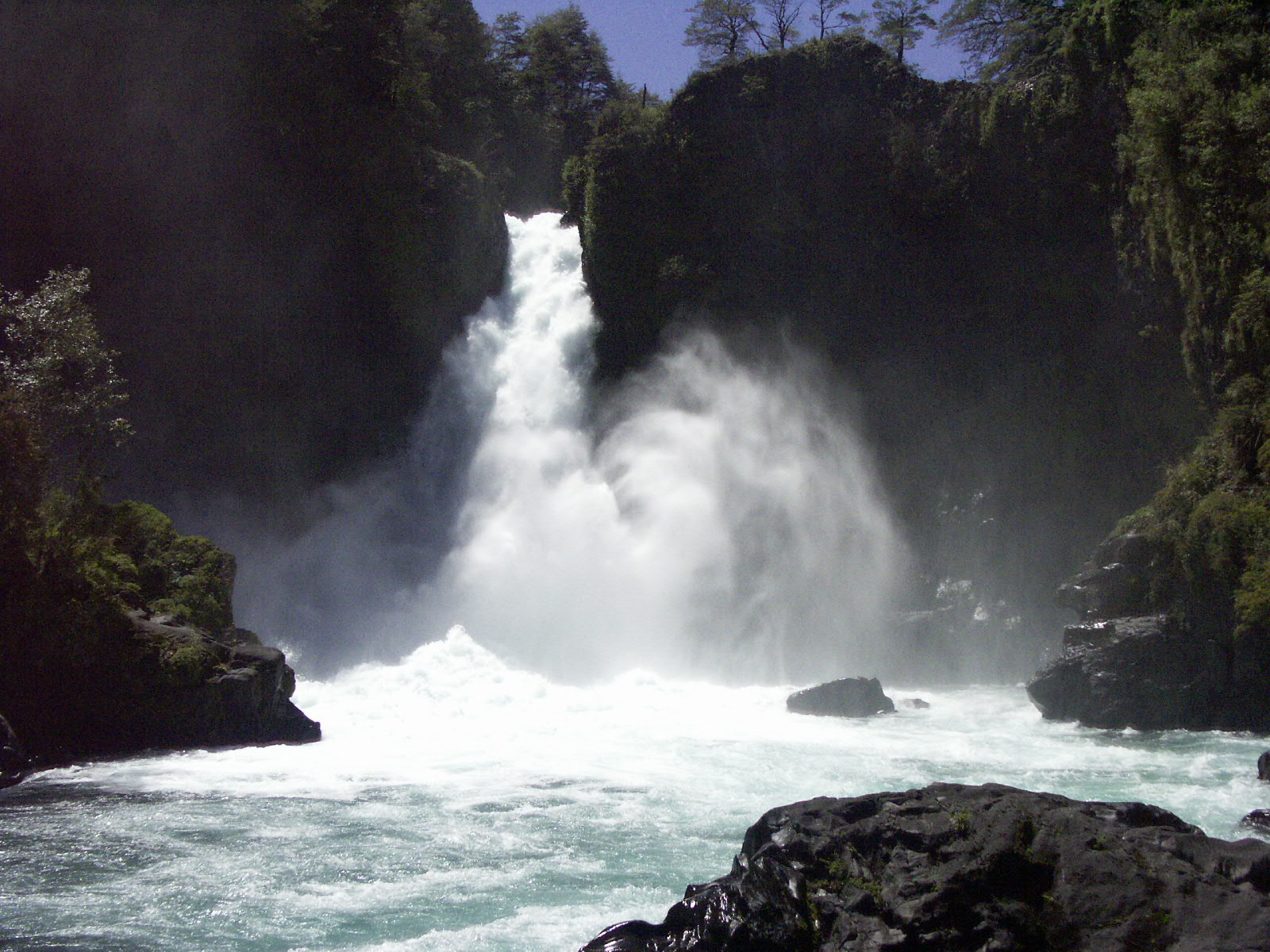
La cascade Huilo Huilo.
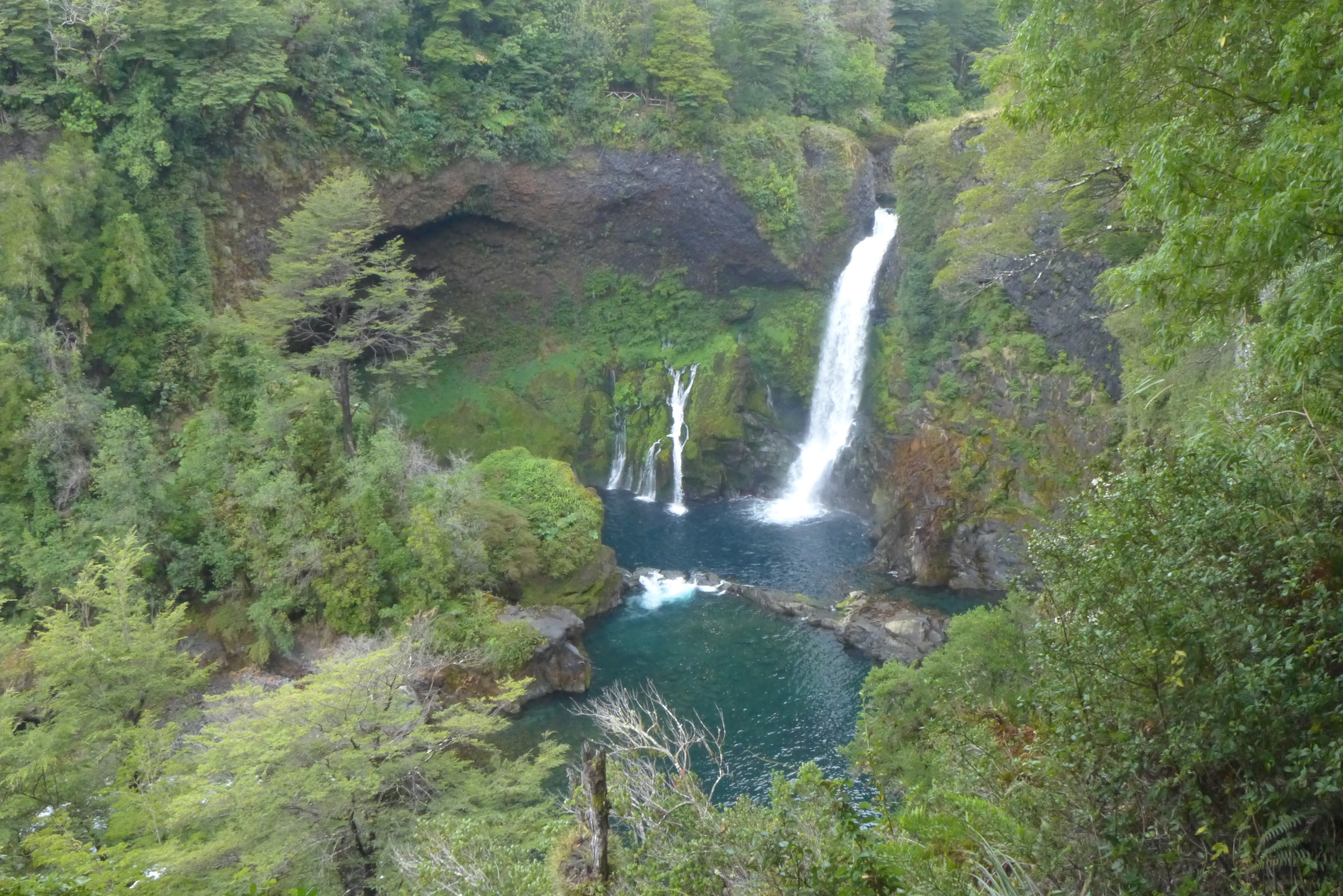
La cascade Huilo Huilo en été.
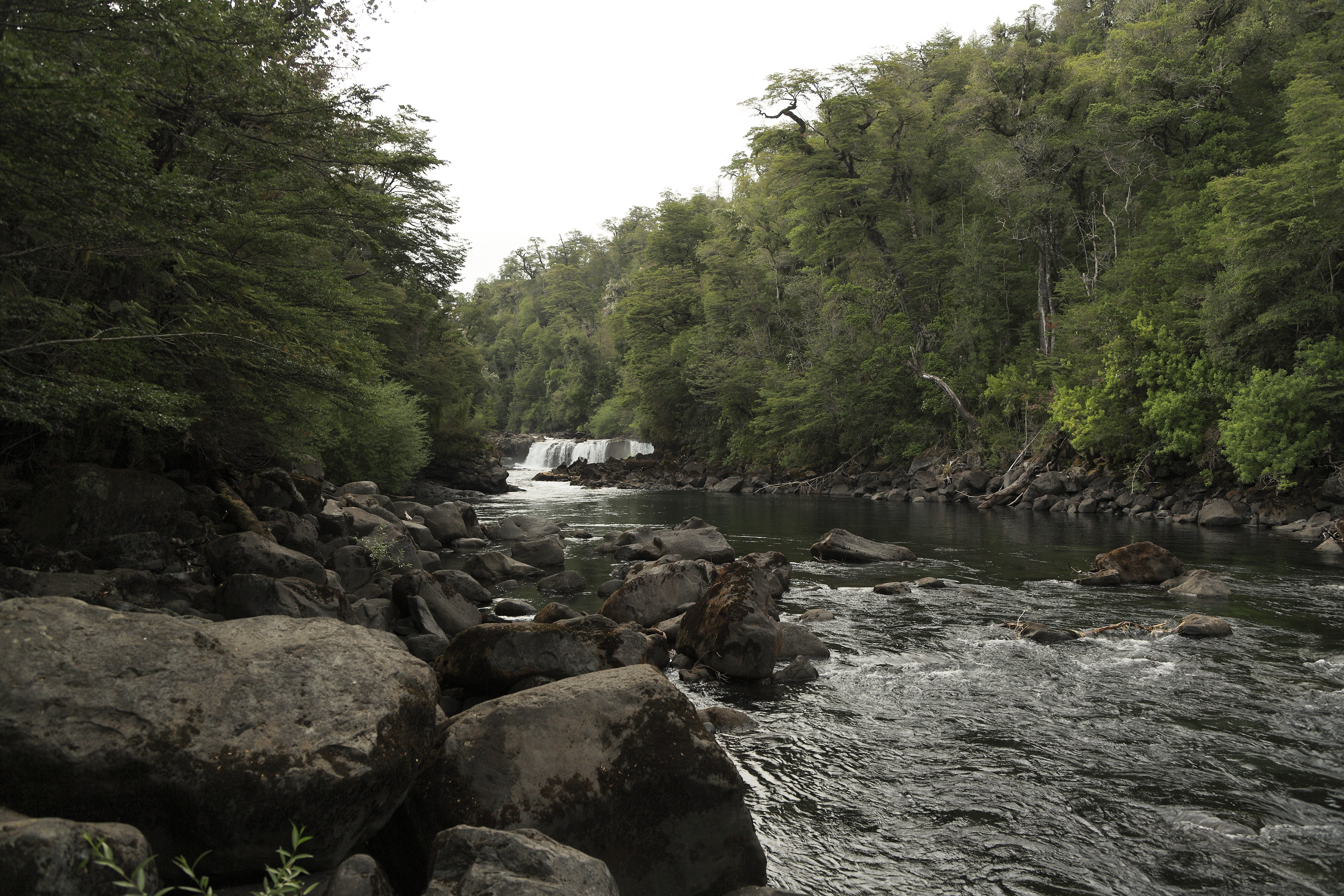
La cascade des Esprits.
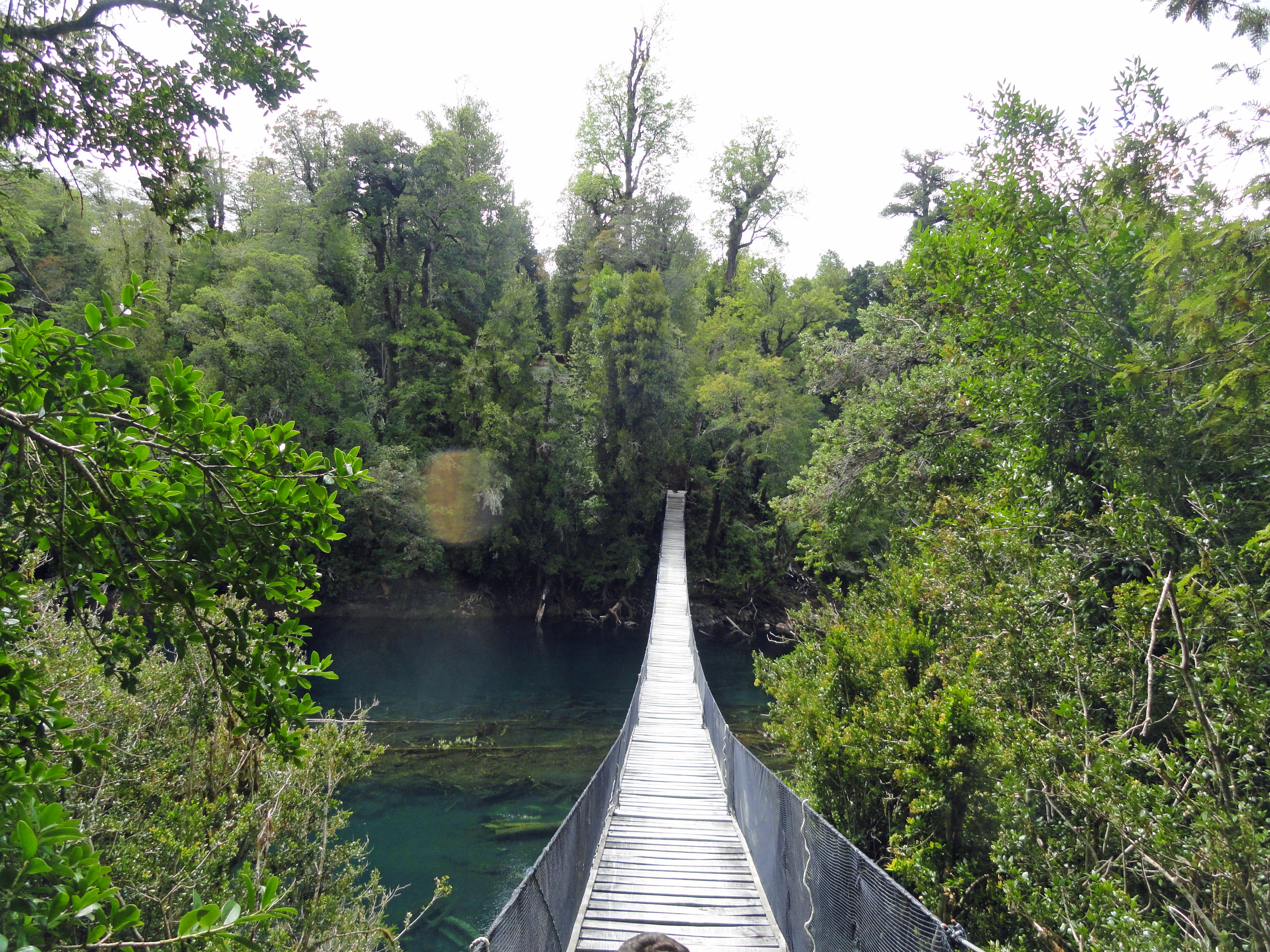
Le pont suspendu de la réserve
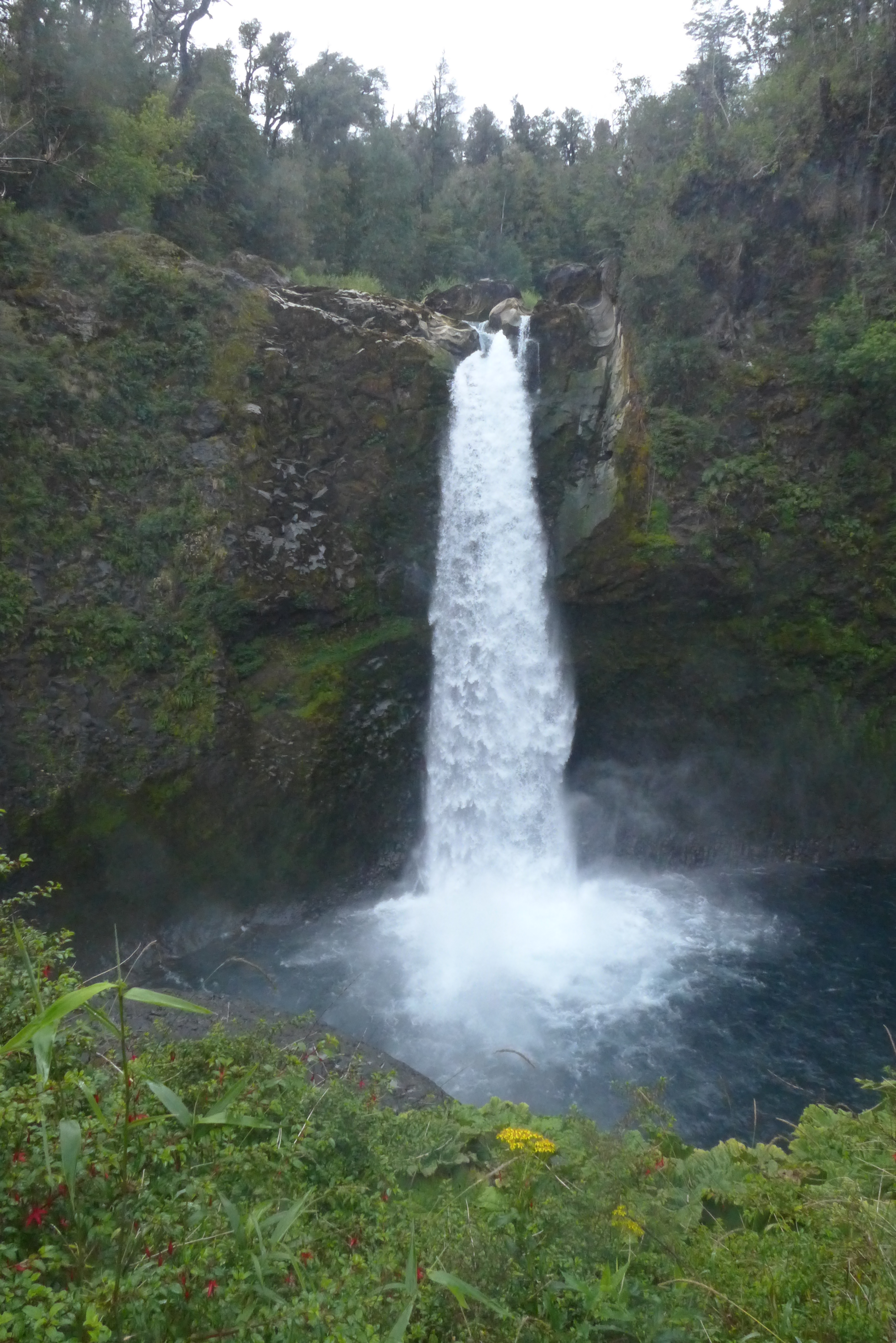
La cascade du Puma (Salta de la Leona) en été
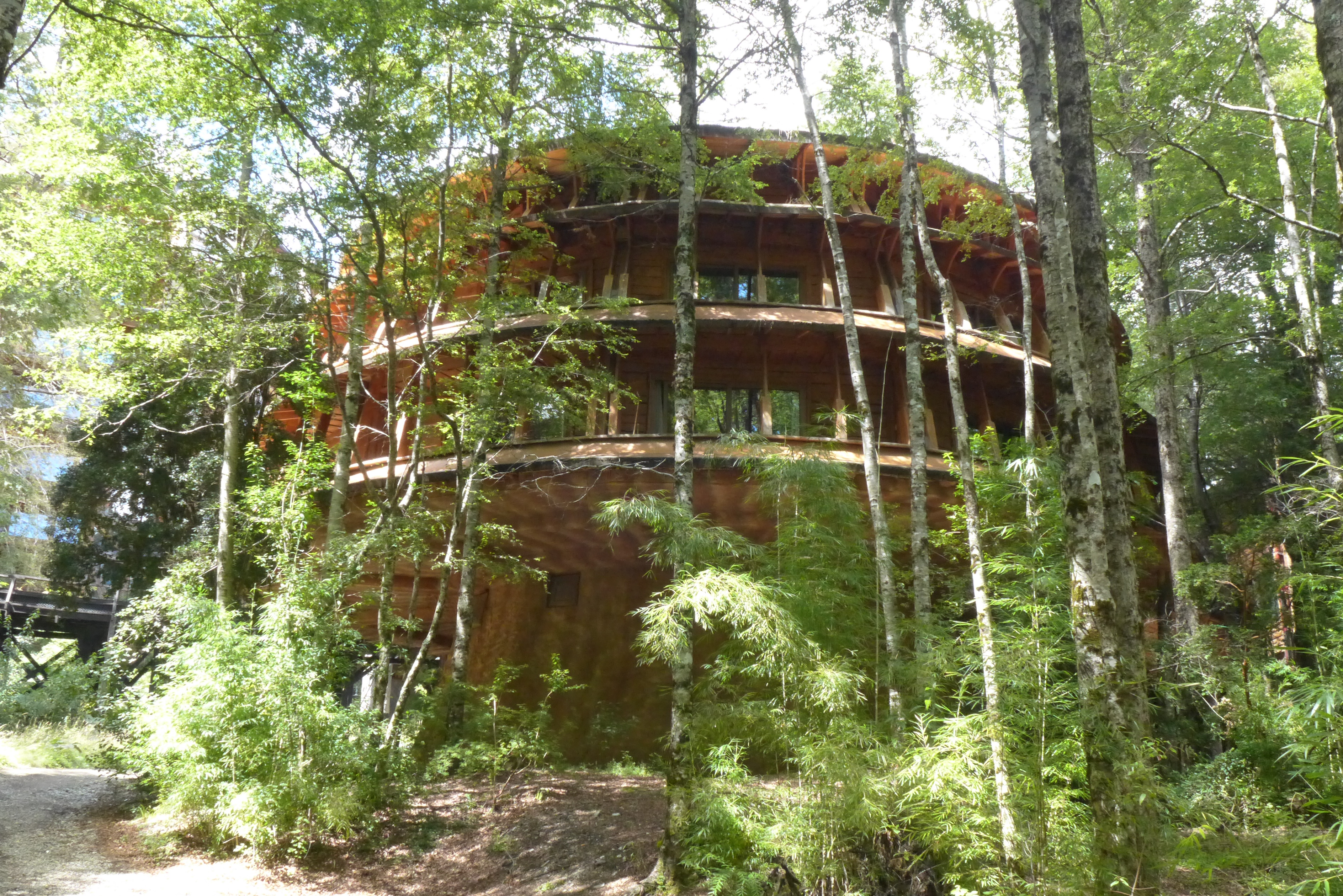
L'hôtel Regio Fungis
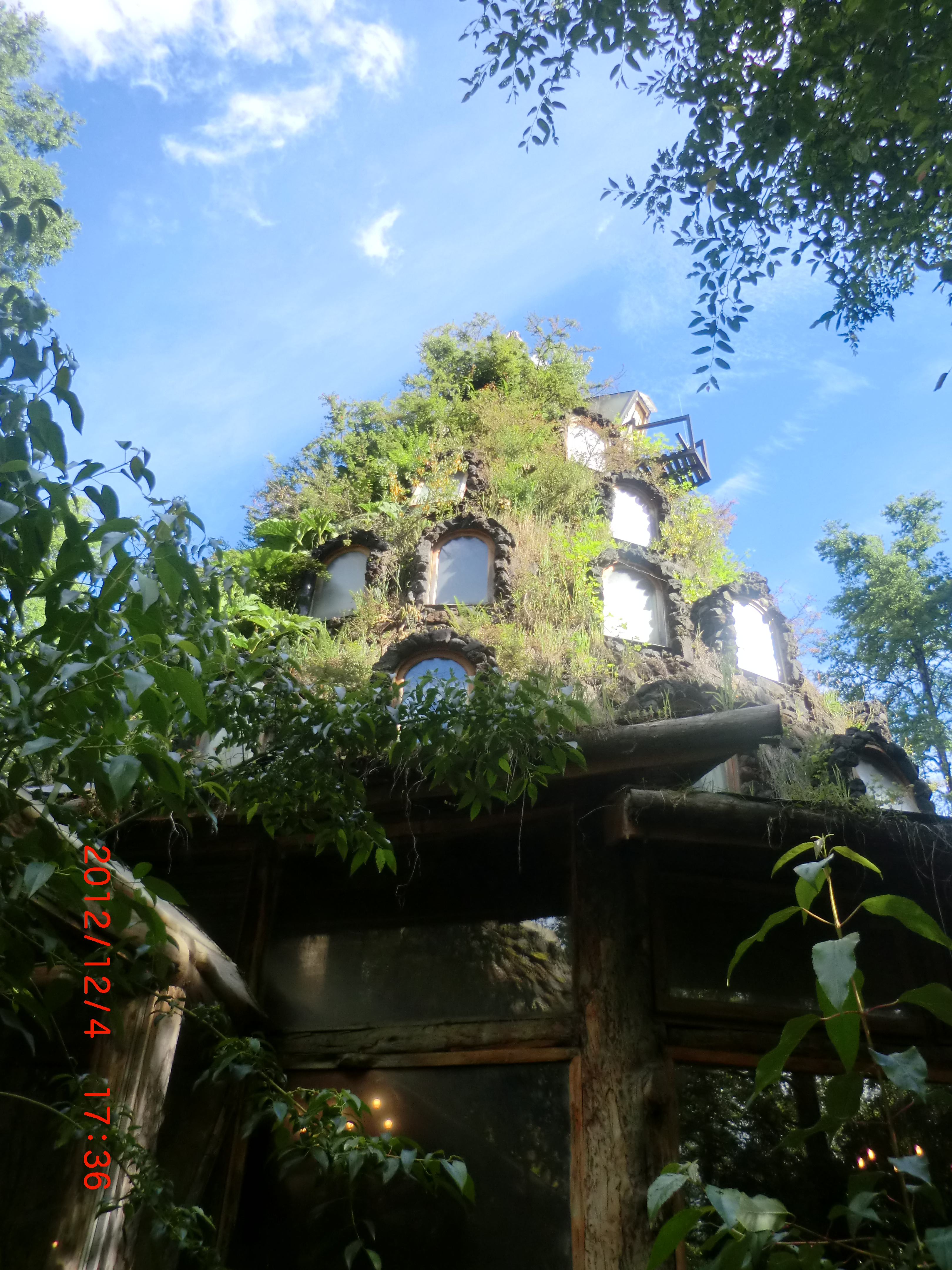
L'hôtel Montagne Magique
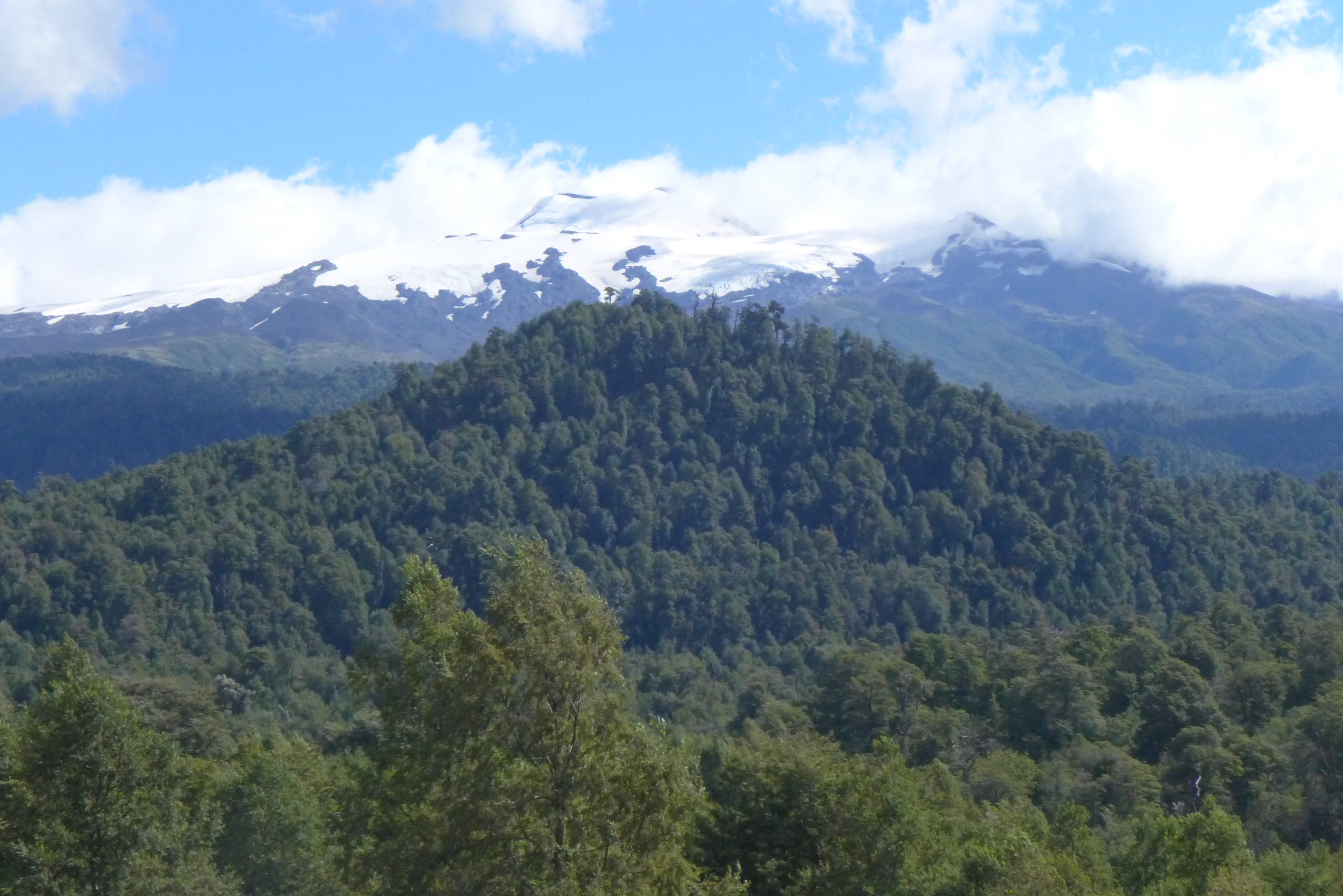
Le volcan Choshuenco